# Fritz X

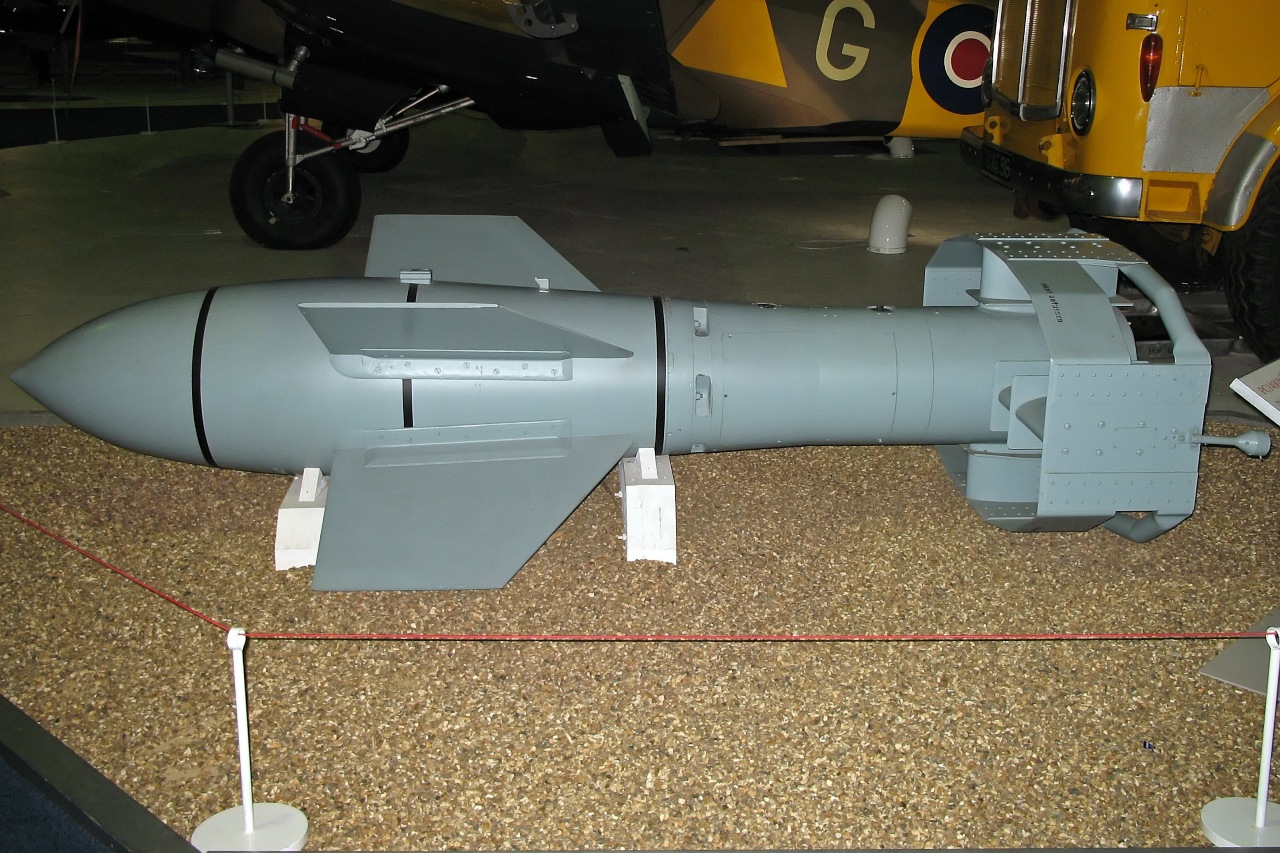
Fritz X

Fritz X byl běžný název pro německou řízenou pumu; mezi další názvy patří Ruhrstahl SD 1400 X, Kramer X-1, PC 1400X nebo FX 1400. Byla vyvíjena od roku 1939 týmem pod vedením německého specialisty Ing. Maxe Kramera v Berlíně v ústavu DVL, a úspěšně použita během druhé světové války.
Základem konstrukce byla protipancéřová letecká puma o hmotnosti 1400 kg, která měla přibližně ve středu trupu umístěny čtyři stabilizační plochy, uspořádané do asymetrického kříže. Křížové ocasní plochy nesly řídící spoilery, ovládané elektromagneticky.

## Konstrukce
Pro řízení pumy sloužily spoilery, ty byly ovládány elektromagneticky (v Německu dostupné hydraulické systémy se za nízkých teplot ukázaly jako nespolehlivé).
Protipancéřová bojová hlavice byla naplněná amatolem a TNT v poměru 40 : 60 nebo 50 : 50 se zapalovačem firmy Rheinmetall. Dvě řady velkých lisovaných kuliček TNT zabalených v hnědém papíru byly umístěny podél osy Fritze. Celou základnu obklopoval přibližně 28 mm silný odlitek čistého TNT. Hlavice obsahovala celkem 300 kilogramů silné trhaviny. 

## Bojové akce

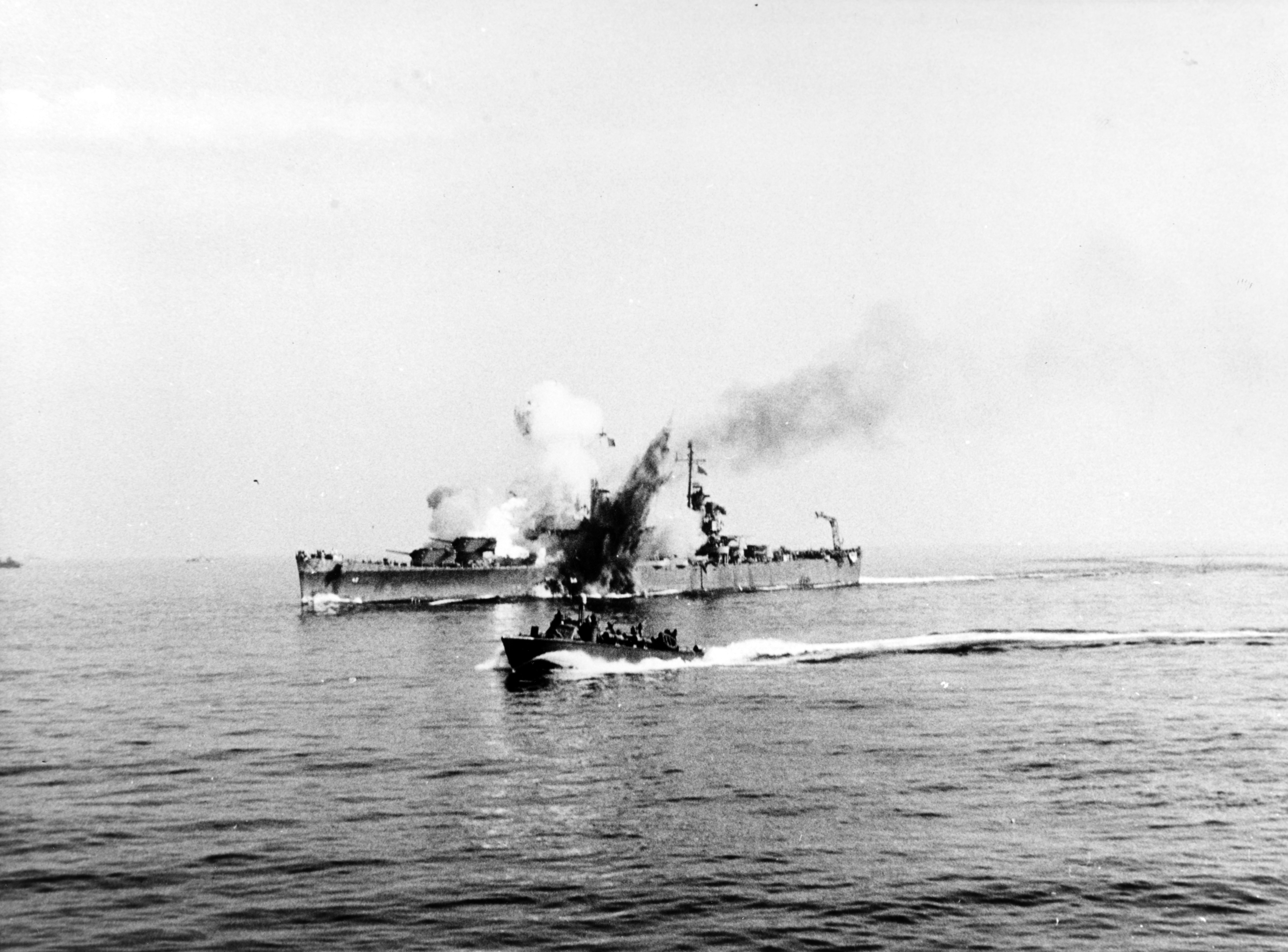
USS Savannah zasažený Fritzem

Fritz X zasáhl do boje poprvé v polovině roku 1943. Nejničivější akcí byl nálet několika bombardérů Dornier Do 217, které 9. září 1943 zaútočily na italskou flotilu, plující po italské kapitulaci na Maltu k internaci. Bitevní loď Roma byla dvakrát zasažena, jedna puma pronikla trupem lodi a vybuchla pod ním v moři, zatímco druhá přivedla k výbuchu přední sklady munice. Jedna z nejlepších lodí italského námořnictva se během třiceti minut rozlomila a potopila. Bitevní loď Italia (ex Littorio), sesterská loď Romy, byla zasažena jednou pumou a těžce poškozena.
U italského města Salerna byl 11. září 1943 napaden americký lehký křižník USS Savannah skupinou německých bombardérů Dornier Do 217 a jeho protiletecká obrana nedokázala zastavit přilétajícího Fritze, který prořízl pancéřovanou dělovou věž číslo 3, prošel skrz tři paluby a explodoval v manipulační místnosti. To vyvolalo sekundární výbuchy ve zbraňové místnosti. Celá série výbuchů zabila asi 200 členů posádky. Křižník byl těžce poškozen, ale po osmi hodinách oprav opustil oblast vlastní silou. O dva dny později zasáhl jeden Fritz X britský lehký křižník HMS Uganda. Bomba prorazila všech sedm palub a explodovala pod kýlem. Zahynulo 16 námořníků, loď byla na skoro celý rok vyřazena z bojů.
Další skupina bombardérů napadla 16. září 1943 britskou bitevní loď HMS Warspite. Jedna z raných verzí Fritze pronikla do jejího trupu a zevnitř začala trhat její jednotlivé paluby. Způsobila obrovské poškození celé lodi a prorazila velké díry ve spodní části jejího trupu. Bitevní loď potom s velkými obtížemi doplula na ostrov Malta k částečné opravě.